# Een ochtend van zes weken
Een ochtend van zes weken (internationale titel: A Morning of Six weeks) is een Nederlandse speelfilm uit 1966. De première van de film was op 30 januari 1966 in de Cinemafestatie in Utrecht.
Ook was de film in 1966 te zien op het Internationale Film Festival in Berlijn.

## Plot
De beroepscoureur Jimmy ontmoet op zijn werkterrein het Franse model Annette. Ze worden verliefd op elkaar en delen lief en leed zes weken lang. Toch kunnen ze elkaars liefde niet beantwoorden, waarop Annette vertrekt. Jimmy wil dit eerst niet geloven, en lijkt moeite te krijgen met het racen.

## Rollen
| Acteur        | Personage                          |
| ------------- | ---------------------------------- |
| Hans Culeman  | Jimmy                              |
| Fred Nagouwen | Appie                              |
| Anne Collette | Annette                            |
| Steve Groff   | Parachuting American News Reporter |

Verder rollen van o.a. Lily van den Bergh, Peter Bergman, George Moorse, Hans Caprino, Marjan Harten, Bas van der Lecq
1896-1909 · 1910-19 · 1920-29 · 1930-39 · 1940-49 · 1950-59 · 1960-69 · 1970-79 · 1980-89 · 1990-99 · 2000-09 · 2010-19
· 2020-29